# تویوتا ترکر
تویوتا ترکر (Toyota Trekker) خودرویی است که در سال‌های ۱۹۸۱ تا ۱۹۸۳در تویوتا، استان آیچی، ژاپن، استان آیچی و ژاپن تولید شده‌است.
این خودرو در کلاس کامیون قرار گرفته، است. 